# Loket (wandopening)

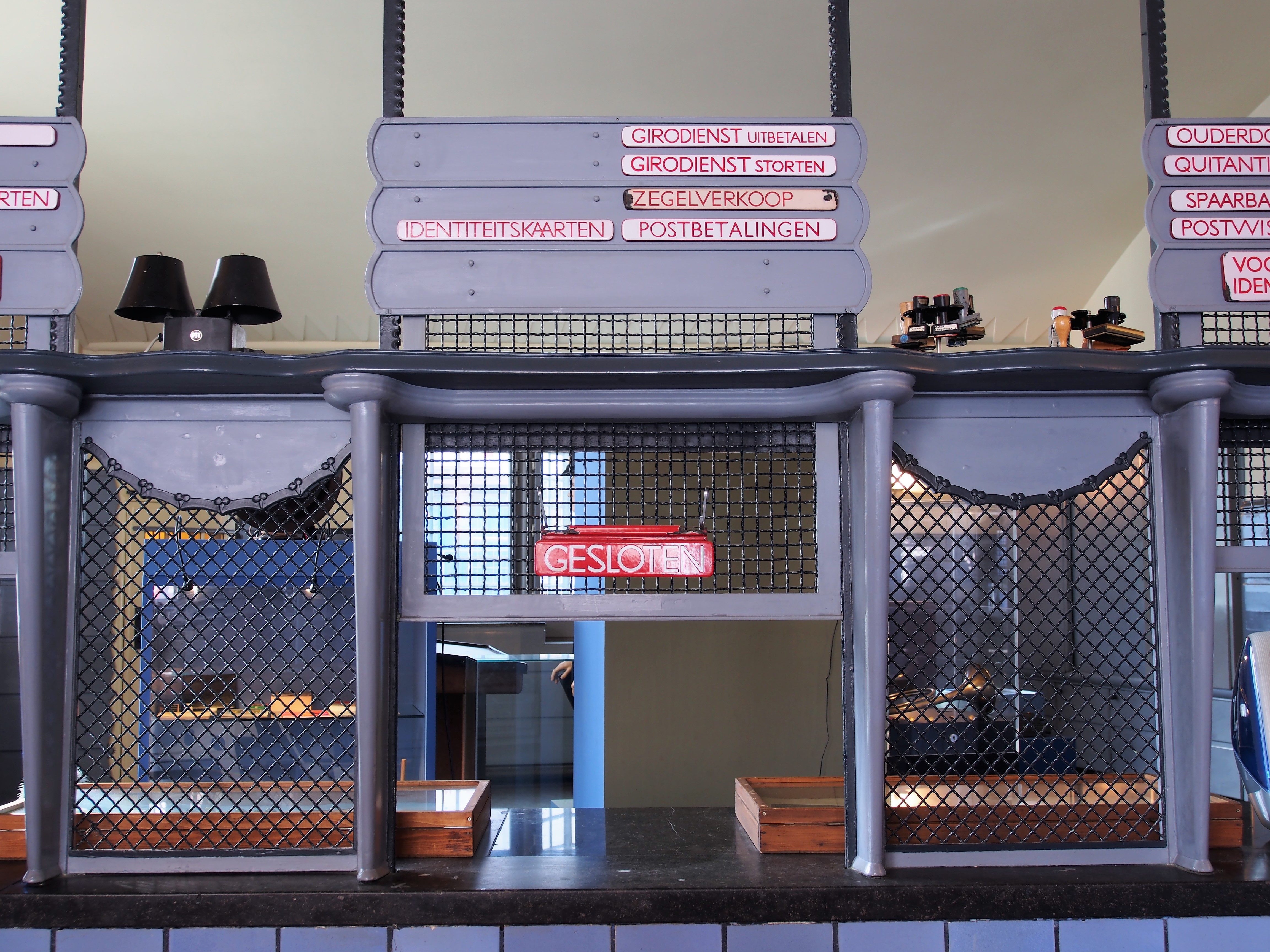
Loket, museumpostkantoor Het Schip (2017)

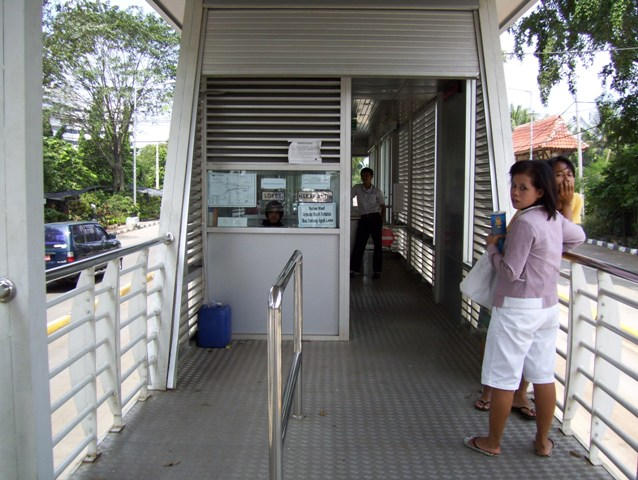
Loket bij een bushalte in het buitenland (2007)

Een loket is een raamvormige opening, veelal gebruikt in (semi)publieke instellingen, zoals banken, postkantoren, sommige bioscopen, spoorwegstations, enz., waardoor de communicatie met de klant, verkoop, inleggen en opnemen van geld enz. plaatsvindt, zonder dat er fysiek contact mogelijk is. Tegenwoordig wordt de term loket ook wel als synoniem gebruikt voor één communicatiekanaal, zonder dat het daadwerkelijk gaat om een raamvormige opening.

## Achter en onder het loket
Achter het loket bevinden zich vaak grote hoeveelheden geld en andere documenten. Om een overval te verhinderen is een loket soms van kogelvrij glas. Hierin bevinden zich gaatjes voor de communicatie, maar er wordt ook wel gebruikgemaakt van microfoons en luidsprekers. In het laatste geval moet de loketmedewerker steeds op een knop drukken om met de bezoeker te kunnen praten.
Onder het loket bevindt zich een lade waardoor waardepapieren en documenten kunnen worden doorgegeven. Deze lade kan verschillende vormen hebben (de voorbeelden gelden voor een loket in het openbaar vervoer):
- Een (houten) lade die heen en weer wordt geschoven. De reiziger legt geld in de lade, de loketmedewerker trekt de lade naar zich toe, legt een treinkaartje en wisselgeld in de lade en duwt de lade terug.
- Een dubbele lade, bestaande uit een vlakke lade, zoals in het vorige voorbeeld, en daaronder een bak voor grotere voorwerpen. De lade en de bak zijn gekoppeld en schuiven in tegengestelde richting. Het is daardoor niet mogelijk een pistool door de bak te steken. Dankzij de bak kunnen grotere voorwerpen door het loket worden doorgegeven.
- Een ronde, draaibare lade met twee vakken. De reiziger legt geld in de lade en de loketmedewerker legt het treinkaartje en wisselgeld aan de andere kant. Daarna wordt de lade door de loketmedewerker omgekeerd. Nadeel van deze werkwijze kan zijn dat de loketmedewerker de betaling pas goed kan beoordelen nadat de reiziger het treinkaartje ontvangen heeft. Voordeel is dat er steeds op gelet kan worden dat de waarde van de artikelen aan weerszijden gelijk is, wat een wisseltruc lastiger maakt.

Tegenwoordig worden de geldswaardige documenten meestal elders opgeborgen, zodat een loket niet meer nodig is en er een open balie kan worden gebruikt. 

## Nederlandse Spoorwegen
Bij de Nederlandse Spoorwegen spreekt men niet meer van loket maar van NS-servicebalie, wat bij de reizigers soms tot verwarring leidt.